# 今井一二三
今井 一二三（いまい かずふみ、1896年〈明治29年〉10月21日 - 1950年〈昭和25年〉11月10日）は、大日本帝国陸軍軍人。最終階級は陸軍少将。

## 経歴・人物
新潟県出身。1918年（大正7年）5月、陸軍士官学校第30期卒業。同年12月に陸軍歩兵少尉に任官。1927年（昭和2年）、陸軍大学校に入学し、1930年（昭和5年）に同校第42期卒業。
1939年（昭和14年）3月に陸軍歩兵大佐に進み、同年4月に関東軍参謀として動員され、さらに同年12月に教育総監部庶務課長に任官する。翌年の1940年（昭和15年）10月には台湾歩兵第1連隊長（北支那方面軍、第27師団）に補され、支那事変に出動。
大東亜戦争に入り、第48師団（第14軍）に編成が変わり、フィリピン攻略で奮戦する。
その後、1942年（昭和17年）11月に陸軍士官学校教官を経て、1943年（昭和18年）3月に陸軍少将に進級し、陸軍士官学校教授部長となり、同年5月より同校幹事を務める。
ついで、同年11月に陸軍科学学校附に転じ、翌年の1944年（昭和19年）10月より陸軍士官学校教授部長を兼職し、1945年（昭和20年）4月、教育総監部総務部長兼大本営陸軍参謀に補任される。
同年8月7日、第11方面軍参謀長（第1総軍）に転じ、仙台で本土決戦に備える中、終戦を迎えた。
1947年（昭和22年）11月28日、公職追放仮指定を受けた。